# LEGO Racers 2
Lego Racers 2 is het vervolg op Lego Racers uit 1999.

## Verhaal
Nadat Rocket Racer in het eerste deel na een spannende race is verslagen, gaat hij naar Xalax. Xalax ligt in de ruimte en daar verslaat hij iedereen die het tegen hem durft op te nemen op het Galactische racekampioenschap. Het nieuws verspreidt zich, dus ook naar Sandy Bay. Daar woont de speler en samen met zijn hulpje Sparky gaat hij de strijd aan en probeert hij de beste racer van het heelal te worden door Rocket Racer te verslaan.

## Gameplay
De besturing van Lego Racers 2 verschilt van dat van het eerste deel. De racer heeft nu te maken met grip. Verder kan de auto kapotgaan door toedoen van powerups, door tegen muren op te rijden of van een helling te vallen.
Tijdens de race moet de racer door de aangegeven poorten rijden om te race uit te rijden. Al mist hij zo'n poort moet hij terugrijden en er alsnog doorheen rijden.
Er zijn 5 werelden. Als een wereld is uitgespeeld, mag de racer naar de volgende.
Elke wereld is verdeeld in 5 racen, behalve Sandy Bay (4 racen). In Sandy Bay moet de speler racen tegen Gavin, Bobby, Mike en Fred. In Adventurers, op Mars en in Arctic moet in de eerste vier racen geracet worden 7 willekeurige racers en in de vijfde race tegen respectievelijk Sam Sinister, Riegel en The Berg. In Xalax wordt er de eerste vier racen tegen 7 bewoners van Xalax gereden en in de laatste race tegen Rocket Racer.
Naast het racen is er ook nog de optie verkennen, waarbij de racer een wereld verkent op zoek naar gouden stenen (deze moeten gespaard worden tot een aantal van 35) en naar wervelwinden. Met dit laatste kan de racer een bonusopdracht uitvoeren. Wanneer deze goed is uitgevoerd, mag hij een upgrade voor de auto uitkiezen.

## Personages
Tegenstanders:
- Rocket Racer
- IJsberg
- Riegel
- Sam Sinister (Baron von Barron in Lego Racers)
- Gavin (Brandweerman)
- Bobby (Politieagent)
- Mike (Postbode)
- Fred (Bouwvakker)

Anders:
- Sparky

## Werelden
- Sandy Bay (Gebaseerd op Lego City)
- Dino Island (Gebaseerd op Lego Adventurers)
- Mars (Gebaseerd op Lego Life on Mars)
- Arctic (Gebaseerd op Lego Arctic)
- Xalax (Gebaseerd op Lego Racers(het lego-thema))

## Powerups
Gedurende een race kunnen powerups opgepakt worden door er simpelweg doorheen te rijden.
De powerups kunnen vervolgens geactiveerd worden. Er zijn in totaal 7 powerups, ieder met een ander effect:
- De schijf stuitert in een rechte lijn door het landschap. Het explodeert als het een auto raakt of als het te lang door blijft stuiteren.
- De onweerswolk zorgt voor een bel rond de auto. Deze bel wordt steeds groter en ontploft na een tijdje. Dit zorgt ervoor dat alle tegenstanders in de directe omgeving rond de auto geraakt worden.
- De geleide raket gaat automatisch naar een doel (een andere auto) en explodeert.
- De raket wordt afgevuurd in een rechte lijn en maakt alle auto's stuk die het op zijn weg tegenkomt. Deze powerup kan ook gebruikt worden om onder water te komen. De auto kan dan echter niet meer boven water komen.
- De sluier zorgt ervoor dat de racer gedurende een korte tijd onzichtbaar wordt voor anderen. Ook is het dan mogelijk om powerups van andere racers af te pakken.
- De wervelwind zorgt ervoor dat alle racers om de speler heen alle controle en grip over hun auto's verliezen.
- Het krachtveld zorgt voor een harde knal, waarbij de racers op alle plekken van het parcours gedurende 6 seconden stenen van hun auto's verliezen.

## Upgrades
Na een bonusopdracht bestaat er de mogelijkheid een upgrade uit te zoeken. De speler kan kiezen uit de volgende upgrades:
- Grip: dit maakt de auto makkelijker bestuurbaar.
- Schild: dit zorgt ervoor dat de auto minder snel kapotgaat.
- Kracht: dit zorgt ervoor dat de maximumsnelheid van de auto groter wordt.

## Verschillen met Lego Racers
- Lego Racers 2 heeft een duidelijk verhaal; Lego Racers heeft dat niet.
- In Lego Racers 2 kan de racer buiten de banen rijden; in Lego Racers zijn de banen afgesloten.
- Het powerupsysteem uit Lego Racers is komen te vervallen en vervangen door powerups die enkel van de baan kunnen worden opgepakt.
- In Lego Racers 2 is de auto een stuk moeilijker te besturen dan in Lego Racers.

## Trivia
- In de voorfilm pakt Rocket Racer een krant op. Op die krant is Freddy Fit te zien, de scheidsrechter uit het spel Lego Football Mania.